# Собор Святого Фелима (Килмор)
Собор Святого Фелима (англ. St Fethlimidh’s Cathedral) — один из двух англиканских соборов Церкви Ирландии в диоцезе Килмора, Элфина и Арды (второй — собор Иоанна Крестителя в Слайго). Находится в церковном приходе Килмора в 5,6 км на юго-запад от Кавана в Ирландии. 
Кафедральным собором католической епархии Килмора является собор Святых Патрика и Фелима в Каване.

## История

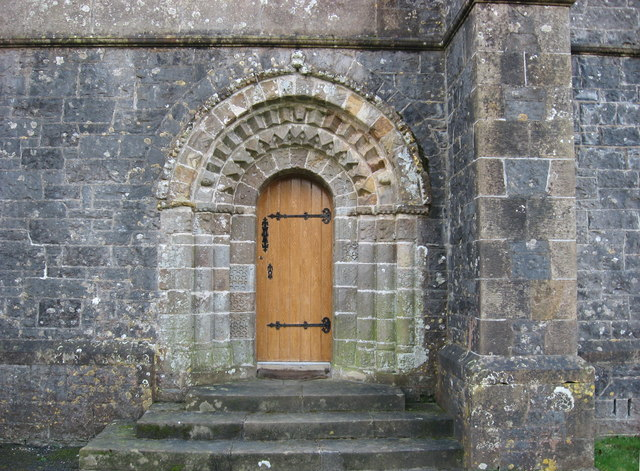
Романский дверной проём

По легенде в VI веке святой Фелим основал на этом месте небольшую церковь. Собор стоит на лесистой возвышенности рядом с озером Отер. Одной из наиболее интересных его особенностей является дверной проём в гэльско-ирландском романском стиле XII века (ок. 1170), который теперь врезан в северную стену алтаря и служит дверью ризницы. Его происхождение неясно, поскольку он с XIX века был встроен в стену более раннего собора (здание теперь используется как зал). Вероятно, дверной проём в романском стиле был перемещён из ныне снесённого монастыря Святой Марии Августинской в Драмлейне. Согласно местной традиции дверной проём раньше принадлежал близлежащей монастырской церкви Троицкого острова (ок. 1250). В соборе также находится оригинальная копия первого перевода Ветхого Завета на ирландский язык Уильяма Беделла, епископа Килмора в 1629—1642 годах.
В 1455 году старая католическая приходская церковь Св. Фелима стала собором епархии Килмора. После Реформации церковь стала англиканским собором и осталась им даже после того, как в 1841 году диоцез Килмора был объединён с диоцезами Элфина и Арды. Однако к 1858 году здание оказалось уже слишком маленьким и обветшалым для надлежащего использования. Нынешний собор, спроектированный Уильямом Слейтером, был завершён в 1860 году; старое здание было включено в новую постройку и используется как холл. В соборе установлен исторический орган 1860 года.